# Lucasium immaculatum
Espèce
Synonymes
- Diplodactylus immaculatus Storr, 1988
- Diplodactylus jonathoni Wells & Wellington 1985

Lucasium immaculatum est une espèce de geckos de la famille des Diplodactylidae.

## Répartition
Cette espèce est endémique d'Australie. Elle se rencontre dans l'intérieur du Territoire du Nord et du Queensland.

## Description
C'est un gecko terrestre, nocturne et insectivore.

## Publication originale
- Storr, 1988 : Three new Diplodactylus (Lacertilia: Gekkonidae) from the and zone of Australia. Records of the Western Australian Museum, vol. 14, p. 217-233 (texte intégral).